# Premios Martín Fierro de Cine y Series
Los Premios Martín Fierro de Cine y Series son una ceremonia anual de premios otorgados por la Asociación de Periodistas de la Televisión y la Radiofonía Argentinas a la excelencia en el cine y las series de plataformas. Fueron creados como una alternativa a los Premios Martín Fierro de la televisión de aire para reconocer y otorgar más visibilidad a las producciones cinematográficas y series de los servicios de video bajo demanda que generalmente no cumplen con los requisitos para ser considerados en la premiación principal.

## Historia
Los Premios Martín Fierro de Cine y Series fueron anunciados el 25 de septiembre de 2024 por el periodista de espectáculos Ángel de Brito.De acuerdo con el presidente de la Asociación de Periodistas de la Televisión y la Radiofonía Argentinas, Luis Ventura, los premios fueron creados con la intención de «reconocer a las ficciones nacionales producidas en plataformas de streaming y producciones de cine argentino» debido al crecimiento de los contenidos argentinos de ficción en los servicios de video bajo demanda y la escasa producción en los canales de televisión de aire.Para la construcción de las categorías, la asociación recibió la ayuda de la Academia de las Artes y Ciencias Cinematográficas de la Argentina, definiendo un total de 26 rubros para la primera edición.La ceremonia inaugural se llevó a cabo el 21 de octubre de 2024 en la Usina del Arte y fue emitida por América TV.

## Categorías
| Cine - Mejor película de cine - Mejor dirección - Mejor ópera prima - Mejor película documental - Mejor película de plataforma - Mejor actriz de drama - Mejor actor de drama - Mejor actriz de comedia - Mejor actor de comedia - Mejor actriz de reparto de drama - Mejor actor de reparto de drama - Mejor actriz de reparto de comedia - Mejor actor de reparto de comedia - Mejor actriz / actor revelación - Mejor guion - Mejor dirección de arte - Mejor fotografía - Mejor edición - Mejor diseño de vestuario - Mejor maquillaje - Mejor sonido - Mejor música original | Series - Mejor serie - Mejor dirección - Mejor actriz - Mejor actor Especiales - Martín Fierro de Oro - Martín Fierro de Platino - Martín Fierro de Brillantes - Ícono del cine - Trayectoria |

## Ceremonias
| N.º | Fecha                 | Película | Serie                                 | Presentadores                      | Lugar          | Canal      | Audiencia |
| --- | --------------------- | -------- | ------------------------------------- | ---------------------------------- | -------------- | ---------- | --------- |
| 1.ª | 21 de octubre de 2024 | Puan     | El amor después del amor El encargado | Mariana Fabbiani y Benjamín Vicuña | Usina del Arte | América TV | 3.7       |